# Siphonochelus
Genre
Synonymes
- genre Choreotyphis Iredale, 1936[1]
- sous-genre Siphonochelus (Choreotyphis) Iredale, 1936[1]
- sous-genre Siphonochelus (Siphonochelus) Jousseaume, 1880[1]
- sous-genre Siphonochelus (Trubatsa) Dall, 1889[1]
- sous-genre Typhis (Siphonochelus)[1]

Siphonochelus est un genre d'escargots de mer de la famille des Muricidae.

## Liste d'espèces
Selon BioLib (3 octobre 2019) :
- Siphonochelus angustus R. Houart, 1991
- Siphonochelus arcuatus R. B. Hinds, 1843
- Siphonochelus boucheti Houart, 1991
- Siphonochelus bullisi Gertman, 1969
- Siphonochelus duplicatus Sowerby, 1870
- Siphonochelus erythrostigma A. M. Keen & G. B. Campbell, 1964
- Siphonochelus japonicus A. Adams, 1863
- Siphonochelus longicornis (W.H. Dall, 1888)
- Siphonochelus lozoueti R. Houart, 1991
- Siphonochelus nipponensis A. M. Keen & G. B. Campbell, 1964
- Siphonochelus pavlova T. Iredale, 1936
- Siphonochelus pentaphasios K. H. Barnard, 1959
- Siphonochelus radwini W. K. Emerson & A. d'Attilio, 1970
- Siphonochelus recens Nordsieck, 1972
- Siphonochelus riosi (Bertsch & D'Attilio, 1980)
- Siphonochelus saltantis R. Houart, 1991
- Siphonochelus solus Vella, 1961
- Siphonochelus stillacandidus R. Houart, 1985
- Siphonochelus syringianus Ch. Hedley, 1903
- Siphonochelus tillierae R. Houart, 1986
- Siphonochelus tityrus F. M. Bayer, 1971
- Siphonochelus transcurrens E. von Martens, 1902
- Siphonochelus tubuliger J. Thiele, 1925
- Siphonochelus undulatus R. Houart, 1991
- Siphonochelus unicornis R. Houart, 1991

Selon Catalogue of Life (3 octobre 2019) et World Register of Marine Species (3 octobre 2019) :
- Siphonochelus aethomorpha Houart & Héros, 2015
- Siphonochelus angustus Houart, 1991
- Siphonochelus arcuatus (Hinds, 1843)
- Siphonochelus boucheti Houart, 1991
- Siphonochelus erythrostigma Keen & G. B. Campbell, 1964
- Siphonochelus generosus Iredale, 1936
- Siphonochelus japonicus (A. Adams, 1863)
- Siphonochelus longicornis (Dall, 1888)
- Siphonochelus lozoueti Houart, 1991
- Siphonochelus mozambicus Houart, 2017
- Siphonochelus nipponensis Keen & G. B. Campbell, 1964
- Siphonochelus pavlova (Iredale, 1936)
- Siphonochelus pentaphasios (Barnard, 1959)
- Siphonochelus radwini Emerson & D'Attilio, 1979
- Siphonochelus riosi (Bertsch & D'Attilio, 1980)
- Siphonochelus rosadoi Houart, 1999
- Siphonochelus saltantis Houart, 1991
- Siphonochelus solus Vella, 1961
- Siphonochelus stillacandidus Houart, 1985
- Siphonochelus syringianus (Hedley, 1903)
- Siphonochelus tambacounda Merle & Pacaud, 2019 †
- Siphonochelus tityrus (Bayer, 1971)
- Siphonochelus transcurrens (Martens, 1902)
- Siphonochelus undulatus Houart, 1991
- Siphonochelus unicornis Houart, 1991
- Siphonochelus virginiae (Houart, 1986)
- Siphonochelus wolffi Houart, 2013